# Chilodes enervata
Chilodes enervata är en fjärilsart som beskrevs av Achille Guenée 1852. Chilodes enervata ingår i släktet Chilodes och familjen nattflyn. Inga underarter finns listade i Catalogue of Life.